# Меттен и Герастарт
Меттен (Муттун, Миттон, Маттан) и Герастарт (Герострат, Герастрат) — суффеты финикийского города Тира, правившие в 563/562 —558/557 годах до н. э.
После смерти в 564 или 563 году до н. э. верного вавилонского вассала Баала II Навуходоносор II упразднил царскую власть в Тире. Причины, по которым он пошёл на этот шаг, точно неизвестны. Как отметил Ю. Б. Циркин, возможно, Навуходоносор не вполне доверял наследнику Баала, либо же просто стремился к большей централизованности своего государства. Члены царской семьи оказались в Вавилоне, а Тир, видимо, стал частью провинции. Шифман И. Ш. же предположил, что изменения были связаны в переворотом, носившим, по крайней мере, на начальном этапе антивавилонскую направленность. Управление городом было поручено суффетам-«судьям». Их имена известны из трактата Иосифа Флавия «Против Апиона», который почерпнул свои сведения у историка Менандра Эфесского. Изменение формы привело к распаду Тирской державы.
Меттен и Герастарт, сын Абделима (Авдилима), правили после Аббара — в течение шести лет: в 563/562 — 558/557 годах до н. э. Вообще все суффеты осуществляли свои полномочия в течение неравного времени, и Маттан и Герострат — дольше всех остальных. По замечанию Циркина, вероятно, Вавилон производил вмешательство во внутренние дела Тира, когда неугодные суффеты смещались, после чего городской общиной организовывались новые выборы. Возможно, что ко времени правления Меттена и Герастарта в Тире, как в Карфагене, был установлен двойной суффетат. Шифман и А. В. Волков указали на вероятность переворотов и что только при Меттене и Герастарте боровшиеся между собой группировки смогли прийти к компромиссу, что и объясняет длительность правления.
По замечанию Циркина, после Меттена и Герастарта царская власть в Тире была восстановлена. Вероятно, это осуществил Набонид, арамей про происхождению, конфликтовавший с могущественным вавилонским жречеством и искавший себе союзников извне.